# Can Tito (Taradell)
Can Tito és una obra de Taradell (Osona) protegida com a Bé Cultural d'Interès Local.

## Descripció
Situat al sector est del barri de la Vila, molt proper a la zona de boscos i la Riera de Tomba. Edifici entre mitgeres integrat per un conjunt de tres cases de secció rectangular. Consta de planta baixa, pis i golfes i té la coberta a dos vessants amb el carener paral·lel a la façana principal. Presenta dos portals d'arc pla de pedra carejada; un d'ells inscrit amb l'any "1681" i l'altre, força desdibuixat, "MESTRE?1878". En un extrem, una tercera porta, de dimensions reduïdes i sense emmarcament, dona accés a l'altre volum.
La resta d'obertures, corresponen a finestres, també d'arc pla de pedra carejada i en una s'hi distingeix la inscripció "1616". La majoria, estan realitzades amb fusta i són abatibles a la francesa amb dos batents. A les golfes, en canvi, tres són ampitadores i les altres dues, d'un batent. El parament, a base de grans blocs de pedra carejada, és arrebossat i pintat amb un to beix, més clar a la part dels pisos i més fosc al sòcol. Corona l'edifici un ampli ràfec acabat amb una imbricació de rajols i teules ceràmiques.

## Història
Com en d'altres cases del nucli de Taradell, les inscripcions de caràcter religiós de les obertures van ser repicades durant la Guerra Civil.